# Salem (Pierce)
Salem é uma cidade do condado norte-americano de Pierce, Wisconsin.

## Geografia
De acordo com o "United States Census Bureau", a cidade tem uma área total de 91,6 km² (35,4 mi²).